# David P. Buckson
David Penrose Buckson (Townsend, 25 de julho de 1920 – Milford, 18 de janeiro de 2017) foi um político norte-americano, governador do estado do Delaware, no período de 1960 a 1961, pelo Partido Republicano.